# Camillo Fritz Discher
Camillo Fritz Discher (* 11. Oktober 1884 in Wien; † 25. Februar 1976 in Purkersdorf, Niederösterreich) war ein österreichischer Architekt.

## Leben
Discher war der Sohn eines Bauunternehmers. Er besuchte 1899 bis 1903 die Staatsgewerbeschule in Wien und anschließend studierte er an der Akademie der bildenden Künste Wien bei Otto Wagner von 1904 bis 1907. 1906 erhielt er die Goldene Füger-Medaille. Nach dem Studium arbeitete Discher in mehreren Architekturbüros, unter anderem 1909 bis 1913 in Deutschland. 1914 erhielt er die Baumeisterkonzession.
In den Zwanziger Jahren schuf Discher seine Hauptwerke, mehrere große Wohnhausanlagen für die Gemeinde Wien, in Zusammenarbeit mit einigen anderen Otto Wagner-Schülern. Auch nach dem Zweiten Weltkrieg wurde er wiederum mit der Planung einiger Gemeindebauten in Wien betraut. Er starb in hohem Alter in Purkersdorf.

## Bedeutung
Camillo Fritz Discher verband in seinen Gemeindebauten expressive mit malerischen und heimatverbundenen Stilmerkmalen. Er verwendete gerne Lauben und ums Eck gehende Balkone, polygonale Erker und Walmdächer. Damit trug er nicht unwesentlich zum sogenannten „Wiener Gemeindebaustil“ der Zwanziger Jahre bei, der bemüht war, moderne Bauweise mit traditionellen Formen Österreichs zu verbinden.

## Werke

### Werkliste

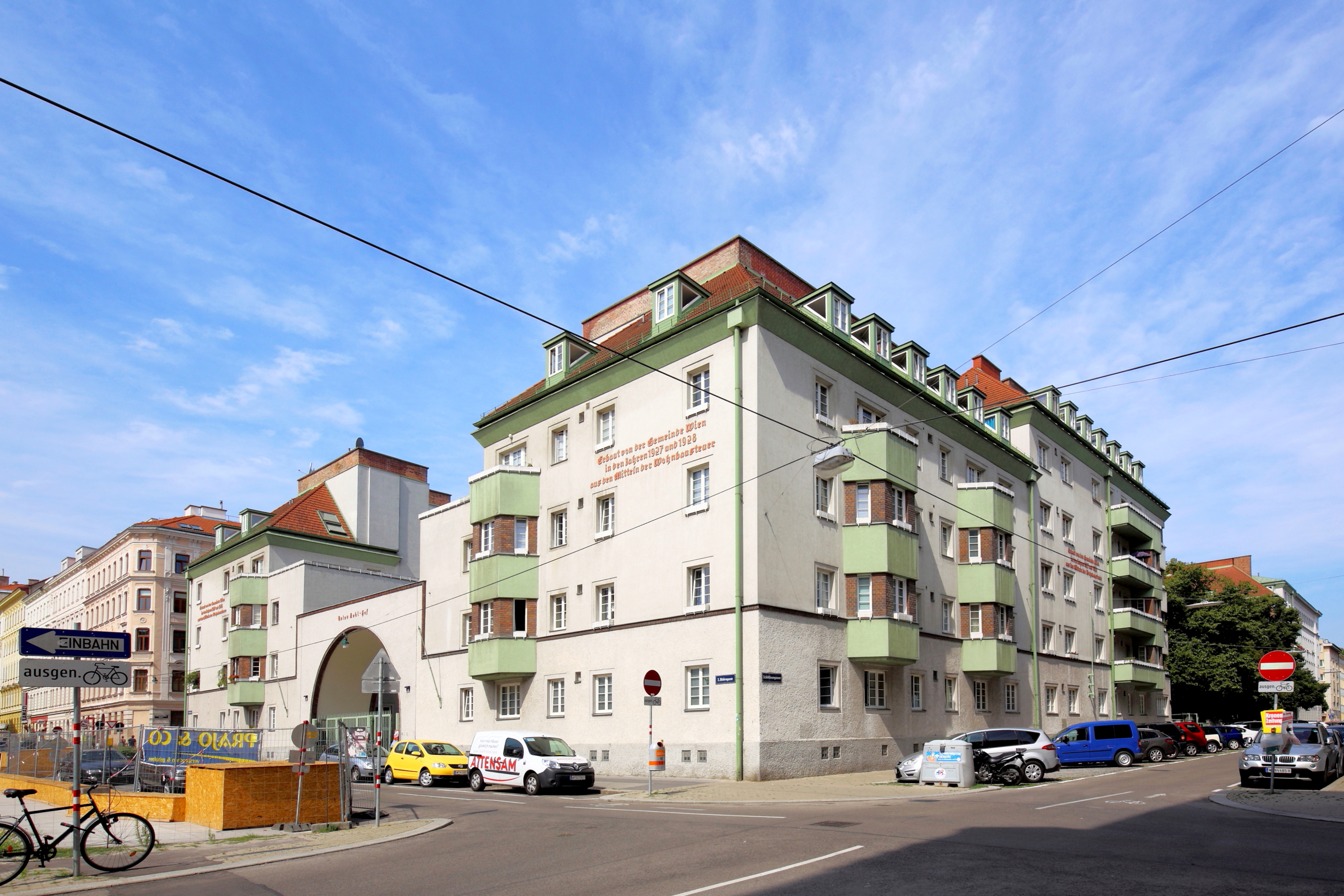
Anton-Kohl-Hof (1927–28)

- Wohnhausanlage Pernerstorferhof, Wien 10, Troststraße 68–70 (1925–26), gemeinsam mit Paul Gütl
- Wohnhausanlage Am Wienerberg, Wien 12, Wienerbergstraße 20 (1925–26), gemeinsam mit Paul Gütl
- Wohnhausanlage Anton Kohl-Hof, Wien 3, Rüdengasse 8–10 (1927–28), gemeinsam mit Paul Gütl
- Wohnhausanlage Indianerhof, Wien 12, Aichholzgasse 52–54 (1927–30), gemeinsam mit Karl Dirnhuber
- Wohnhausanlage, Wien 23, Schöffelgasse 26 (1949), gemeinsam mit Engelbert Mang
- Bauteil 1 der Wohnhausanlage, Wien 22, Eßling, Kirchenplatz (1953)
- Bauteil 2 der Wohnhausanlage, Wien 22, Eßling, Hauptstraße 76 (1956)
- Wohnhausanlage, Wien 23, Ketzergasse 101–103 (1960)

### Bücher
- Die deutschen Bauhütten im Mittelalter und ihre Geheimnisse, 1932

### Abbildungen

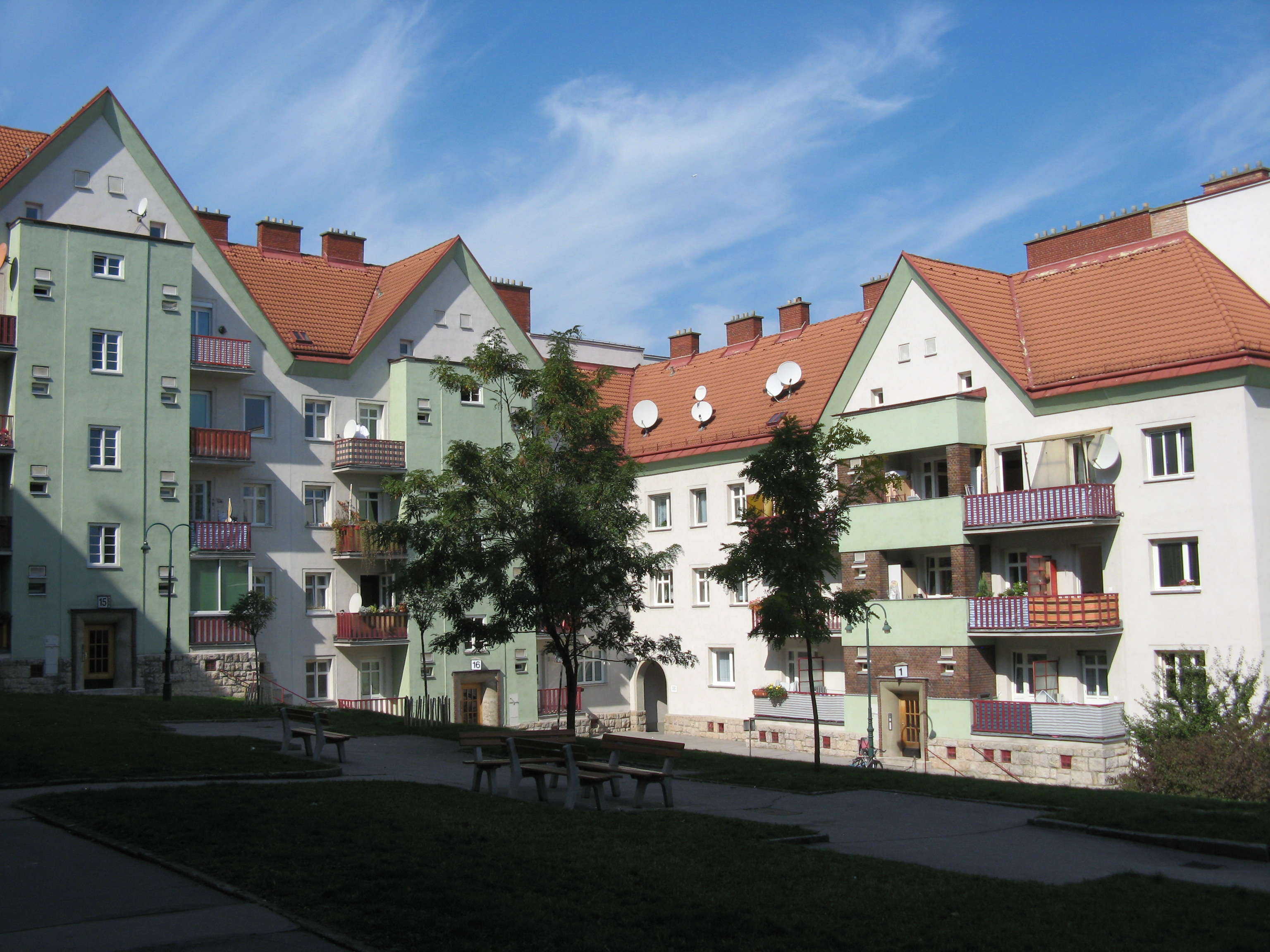
Indianerhof
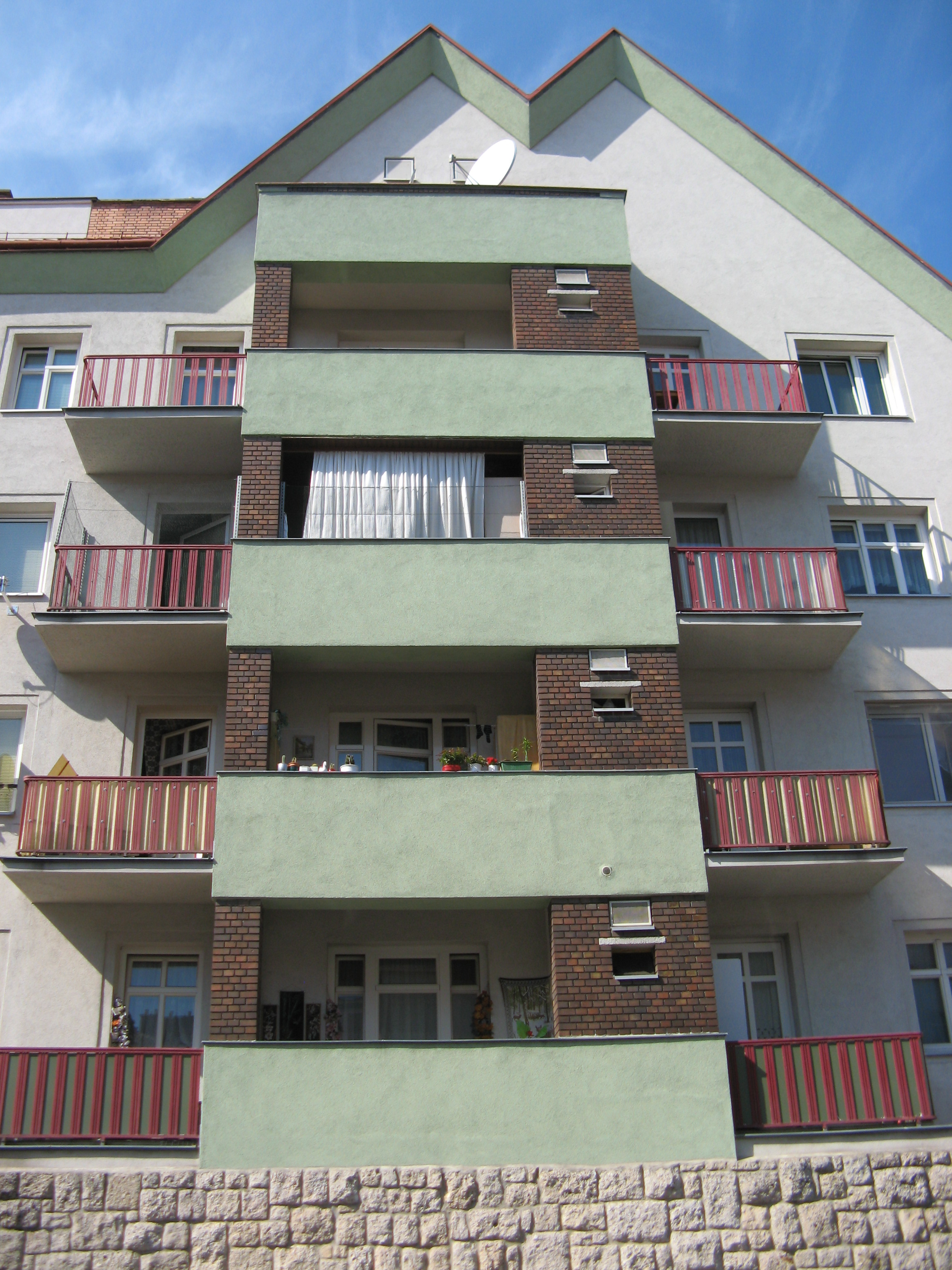
Indianerhof (Detail)
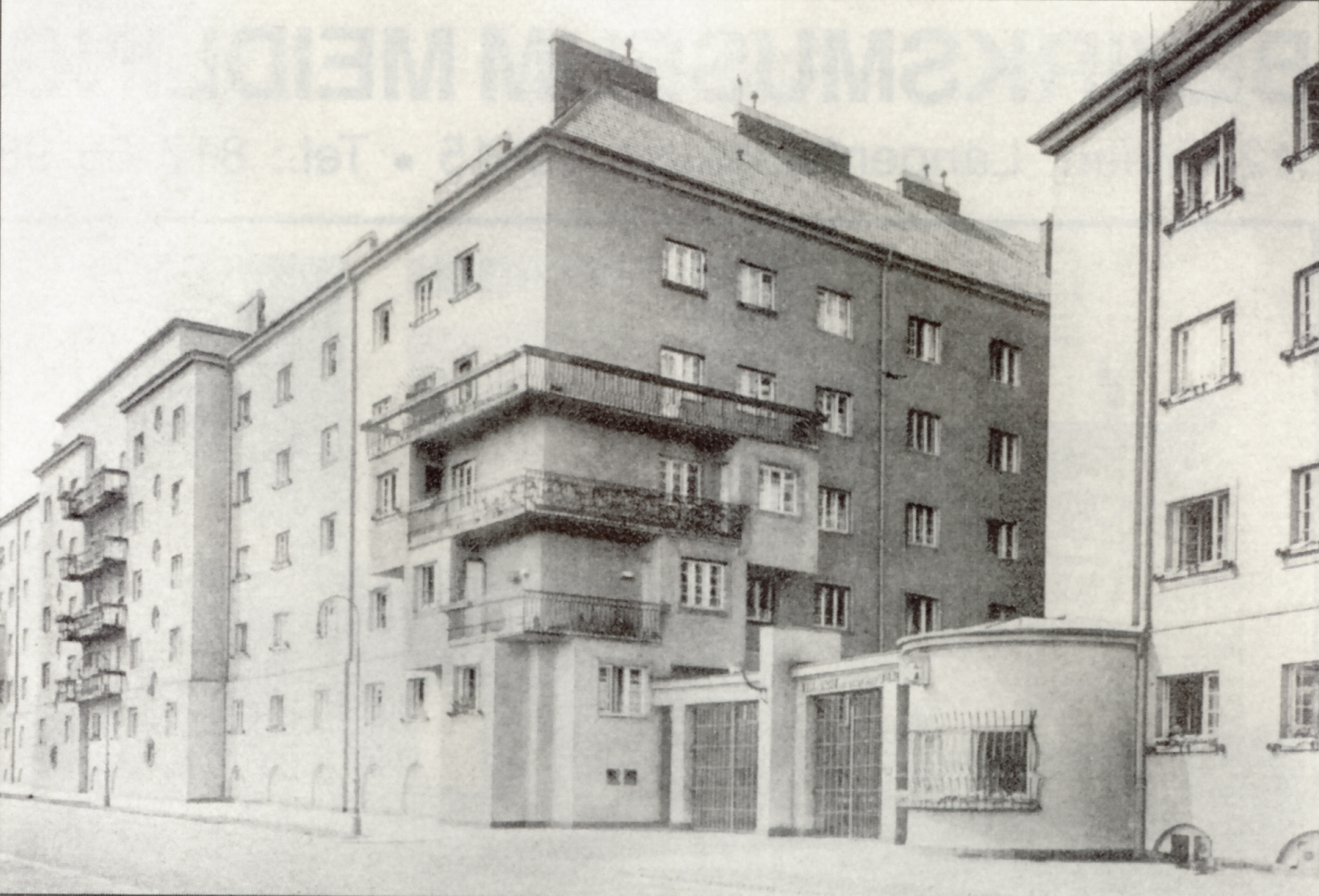
Am Wienerberg (1930)
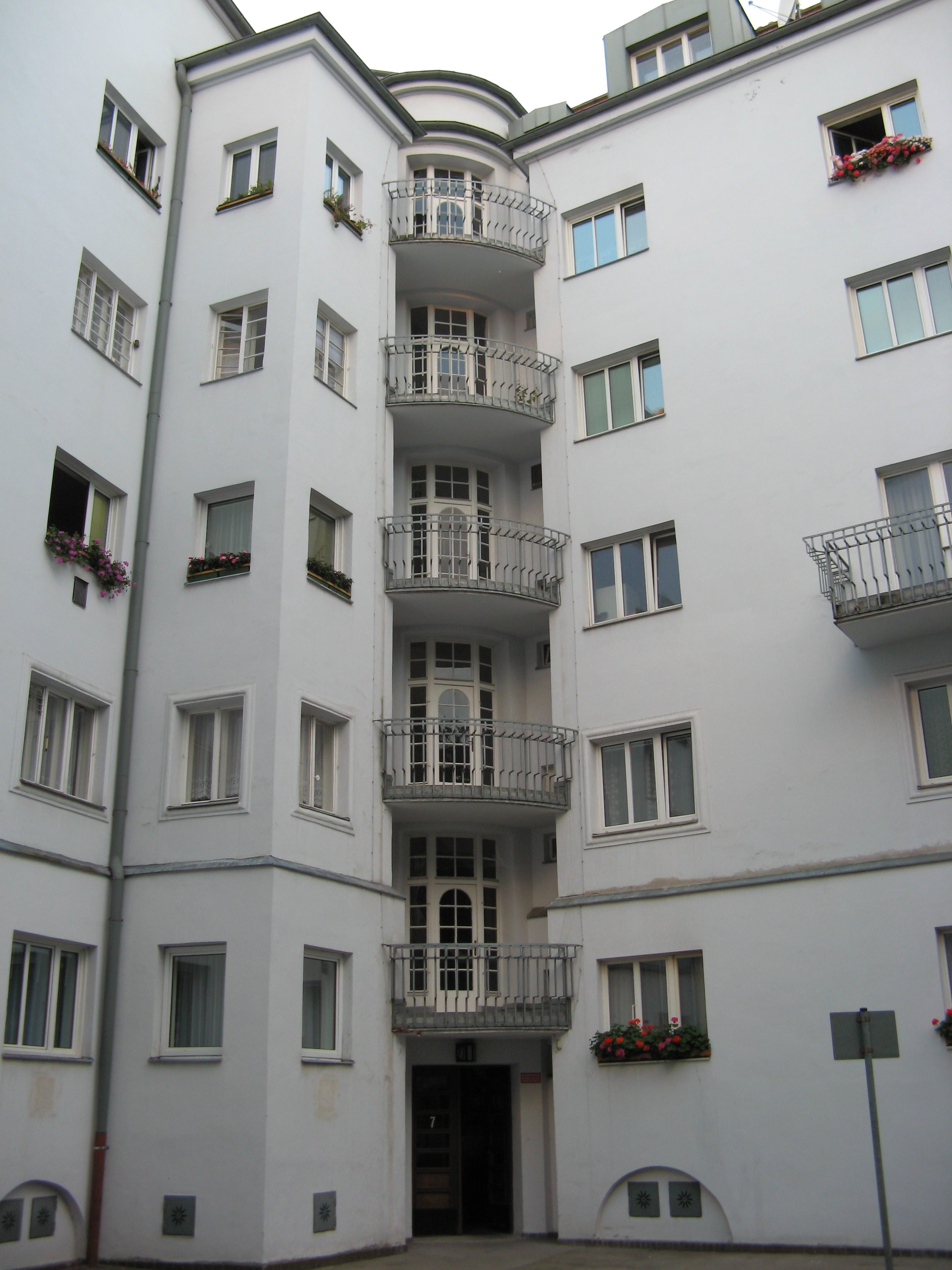
Am Wienerberg